# Diolenius lugubris
Diolenius lugubris är en spindelart som beskrevs av Tord Tamerlan Teodor Thorell 1881. Diolenius lugubris ingår i släktet Diolenius och familjen hoppspindlar. Inga underarter finns listade i Catalogue of Life.